# 69977 Saurodonati
69977 Saurodonati è un asteroide della fascia principale. Scoperto nel 1998, presenta un'orbita caratterizzata da un semiasse maggiore pari a 3,1707034 UA e da un'eccentricità di 0,1669782, inclinata di 4,38460° rispetto all'eclittica.
L'asteroide è dedicato all'astronomo amatoriale italiano Sauro Donati.